# La piel de las sirenas
La piel de las sirenas es una novela de fantasía para adultos jóvenes de 2021 de la escritora nigeriana galesa Natasha Bowen. La primera novela de Bowen sigue a Simi, una mami wata que viaja a través del mar y la tierra en busca del Creador Supremo después de violar una ley que amenaza la existencia de todas las mami wata.
El libro entró en la lista de libros más vendidos del New York Times y del Indie una semana después de su lanzamiento en noviembre de 2021. La secuela, Soul of the Deep, se lanzó en 2022.

## Desarrollo
Bowen dijo que se interesó por primera vez en las sirenas y los mundos submarinos después de leer La sirenita cuando era niña. Quería "escribir la historia que quería leer", que incluía sirenas negras y tradiciones de África occidental. Bowen comenzó a investigar las civilizaciones africanas, como el Reino de Benín, y la mitología de África occidental después de descubrir que se creía que Yemọja, una diosa en el sistema de creencias de Ifá, seguía a los primeros africanos esclavizados para reunir sus almas en casa después de su muerte. Durante su investigación, habló con un sacerdote de Ifá para aprender más sobre la cultura Orísha y Yoruba.
Bowen escribió la novela mientras enseñaba a tiempo completo en una escuela. A veces escribía el libro antes de la escuela y durante su tiempo libre lo escribía en un cuaderno. Incluía criaturas mitológicas de África occidental y central, incluidas hadas senegalesas llamadas Yumboes, Ninki-Nanka, un monstruo de río, Sasabonsam, murciélagos vampiros gigantes y Bultungin, cambiaformas que podían convertirse en Werehyenas.

## Historial de publicación
- Random House (2021): ISBN 978-0-593-12094-1